# Pavarit Saensook
Pavarit Saensook (thailändisch ปวริศย์ แสนสุข, * 8. Mai 1987 in Bangkok) ist ein thailändischer Fußballspieler.

## Karriere
Pavarit Saensook erlernte das Fußballspielen in der Jugendmannschaft von Chula United. Hier unterschrieb er 2006 auch seinen ersten Vertrag. Der Verein aus der thailändischen Hauptstadt Bangkok spielte in der dritten Liga, der damaligen Regional League Division 2. Ende 2006 wurde er mit dem Klub Meister und stieg in die zweite Liga auf. Ein Jahr später wurde er mit Chula Vizemeister der Thai Premier League Division 1 und stieg somit in die erste Liga auf. 2009 wechselte er zum Ligakonkurrenten Thailand Tobacco Monopoly FC. Hier stand er bis Mitte 2010 unter Vertrag. Im Juli 2010 unterschrieb er einen Vertrag beim ebenfalls in der ersten Liga spielenden TOT SC in Bangkok. Die Saison 2014 stand er beim Erstligisten Air Force Central unter Vertrag. Mit dem Bangkoker Verein absolvierte 14 Erstligaspiele. 2015 kehrte er zu seinem ehemaligen Verein, den mittlerweile von Chula United in BBCU FC umbenannten Verein, zurück. BBCU spielte in der zweiten Liga. Ende 2015 stieg er mit BBCU in die erste Liga auf. Nach nur einem Jahr musste er mit dem Klub wieder den Weg in die zweite Liga antreten. Während der Hinserie 2017 wurde BBCU vom Verband gesperrt. Zur Rückserie 2017 schloss er sich dem Zweitligisten Angthong FC an. Seit Vertragsende ist er seit Anfang 2018 vertrags- und vereinslos.

## Erfolge
Chula United
- Regional League Division 2: 2006  ▲
- Thai Premier League Division 1: 2007  ▲

## Sonstiges
Pavarit Saensook ist der Bruder von Pakasit Saensook.